# Pierre Orts
 (décembre 2010).
Pierre Orts (Bruxelles, 3 novembre 1872 - Tintange, 12 juin 1958) est un diplomate belge, entre 1898 et 1920, très actif sur le théâtre africain.

## Biographie

### Ses origines
Pierre Orts est né à Bruxelles, le 3 novembre 1872, du premier mariage (1871) de Louis Orts (1842-1891, avocat près la Cour de Cassation) avec Anna Nauts (1847-1873). Celle-ci décédant à 25 ans, deux mois après la naissance de son fils, c'est la seconde épouse de Louis Orts (mariage en 1876), Emilie Van Volxem (1850-1929, fille de Jules Van Volxem, bourgmestre de Laeken, et jeune veuve avec une fille posthume du jeune Dr Henri de Rasse terrassé à 25 ans en 1870 par le typhus sur le champ de bataille de Sedan) qui élèvera Pierre et lui donnera encore trois demi-frères et deux demi-sœurs Orts, en plus de sa fille née Henriette de Rasse (1871-1947).
Petit-fils du juriste, il comptait avec Hubert Dolez, Pierre Sanfourche-Laporte, et Auguste van Dievoet parmi les plus brillants avocats en cassation de son temps, historien, professeur, échevin, ministre d'État libéral Auguste Orts (1814-1880), Pierre est le sixième Orts de père en fils à faire des études de droit. C'était depuis longtemps devenu une tradition familiale qui avait débuté un certain 5 avril 1720 lorsque son ancêtre, un autre Pierre Orts (1696–1768, arrière-grand-père d'Auguste), fut, ce jour-là, diplômé en droit de l'ancienne université de Louvain et nommé, la même année, avocat au Conseil Souverain de Brabant dont il deviendra par la suite conseiller ordinaire, fonction que son fils, Engelbert-Pierre (1743–1831), assumera également jusqu'à sa nomination comme Conseiller au Grand Conseil de Malines. Par sa nomination comme Conseiller Ordinaire au Conseil Souverain de Brabant (1735), Pierre Orts avait automatiquement accédé à la noblesse personnelle non héréditaire d'Ancien Régime. Son fils Englebert-Pierre Orts (1743-1831) fut nommé en juin 1789 Conseiller au Grand conseil de Malines, charge conférant la noblesse héréditaire. Noblesse reconnue par Baudouin Ier en 1960 pour trois des fils du plénipotentiaire Pierre Orts.

### Carrière

#### Résumé de sa carrière
Docteur en droit de l'université libre de Bruxelles (1896), conseiller juridique auprès du gouvernement siamois (1896-1898), commissaire du Roi de Siam (1897-1898), attaché de Légation (Bruxelles, 1898), Secrétaire de Légation (Bruxelles, 1899), puis à Paris (1900-1905), Mis à la disposition du roi qui le nomme chef de cabinet du département de l’Intérieur de l’État indépendant du Congo (1905-1908), détaché par le ministère des Affaires étrangères auprès du ministre des Colonies, comme Agent de liaison entre les deux Départements (1908), conseiller de Légation (1911), secrétaire du ministère des Colonies (1914-1917) auprès du gouvernement en exil à Sainte-Adresse (Le Havre), secrétaire de la Commission chargée d’enquêter sur les violations du droit des gens, commises par les armées allemandes en Belgique (1914-1918), conseiller diplomatique du ministère des Colonies (1917), envoyé extraordinaire de S.M. le roi des Belges et ministre plénipotentiaire (à partir de 1917), secrétaire général du ministère des Affaires étrangères (1917-1920), plénipotentiaire belge à la Conférence de la paix (Paris, 1919), signataire des Accords Orts-Milner accordant à la Belgique le mandat et la tutelle sur le Ruanda et l’Urundi (1919), président du Comité diplomatique (31 juillet 1919); membre (puis président) de la Commission permanente des mandats de la Société des Nations (Genève, 1921-1940), fondateur et président de la Croix-Rouge du Congo (1925-1957), professeur ordinaire à l'université libre de Bruxelles (1929-1940), Président du Crédit Foncier Africain (1932-1950), ambassadeur extraordinaire à Berne (Suisse, 1934), haut commissaire à la Défense de la Population Civile pour le Luxembourg au lendemain de la bataille des Ardennes (1945), membre de la Délégation belge à la Commission Préparatoire de l’Organisation des Nations unies et à la première Assemblée Générale de l’ONU (Londres, 1945 et 1946), administrateur et président (après 1920) de nombreuses entreprises belges (la Brufina, Electrobel, Peltzer & Fils, etc.) et coloniales (la Symétain dont il était le fondateur, le Comptoir Congolais du Café, etc.) ainsi que diverses sociétés du monde associatif.

#### Ses débuts: au Siam à 24 ans (1896-1898)
Promu docteur en droit de l'université libre de Bruxelles, il prête serment comme avocat en juillet 1896 et se destine à la magistrature. La même année, il rejoint la mission belge Rolin-Jaequemyns au Siam (actuelle Thaïlande) en qualité de conseiller juridique du gouvernement siamois, poste pour lequel il avait sollicité sa nomination avant même d'avoir terminé son droit. L'éminent "Conseiller Général du Gouvernement Siamois" Gustave Rolin-Jaequemyns (1835-1902), juriste de haute compétence et fin diplomate, y exerçait les plus hautes fonctions de l'État siamois (de 1892 à 1901) en contrôlant tous les départements ministériels (1891-1901) et plus particulièrement la Justice avec l'appui d'une équipe de jeunes juristes belges chargés de surveiller et de diriger les tribunaux siamois. Ayant attaché le jeune Orts (24 ans) à son Cabinet, celui-ci fut appelé à arbitrer des différends survenus entre les Siamois et des expatriés, notamment des Français et un vice-consul des États-Unis. On était sous le règne de Chulalongkorn, roi de Siam, qui avait lui-même sollicité cette mission belge et qui se rendit en Belgique en 1897, à l'invitation de Léopold II pour y sceller de nouveaux accords. Il faut dire que les deux souverains, étaient dans les meilleurs termes.
Orts fut également chargé, en qualité de Conseiller Juridique Adjoint du Gouvernement Siamois, puis de Commissaire du Roi de Siam, de visiter les 4 ou 5 petits États laotiens vassaux (dont Chiang Mai était le chef-lieu) afin d'y vérifier leur degré d'allégeance envers le roi de Siam. En fait, cette mission revint à convaincre, avec doigté et une infinie persuasion, un à un de ces roitelets, la plupart imbus de leur position, de raffermir leurs liens avec leur suzerain, en faisant miroiter à chacun les innombrables avantages qu'en tirerait leur petit peuple. Cette expédition qui dura des mois, conduisit Orts à parcourir tout le pays au Nord de Bangkok par Chiang Mai et Luang Prabang, en usant de tous les moyens de transport disponibles : remonter la Ménam en bateau à rames, voyager à dos d'éléphant (sa caravane en compta jusqu'à 20) sur 300 km, à cheval, sur char à bœufs, et même à pied, avant de descendre le Mékong en pirogue, de rapide en rapide, et enfin, pour regagner Bangkok, 100 km de chemin de fer. Cette intrépide mission s'avéra un succès qui devait contribuer à forger l'unité de la future Thaïlande, sauf que, à la suite de l'extension coloniale de l'Indochine française, celle-ci devra, peu après (1904), reculer sa frontière orientale sur le Mékong dont émergera l'actuel Laos indépendant. Orts participa également à la rédaction de la Constitution du Royaume de Siam, une œuvre purement belge, inspirée en grande partie de la constitution belge.
Ayant été victime d'une sévère malaria, Pierre Orts dut, fin 1898, se résoudre à rentrer, pour six mois croyait-il, en Belgique pour se refaire une santé, alors que le Conseiller Général (R.-J.) souhaitait le nommer Chef permanent des Commissaires royaux (sorte de vice-roi a-t-on dit à l'époque) auprès du prince laotien afin de renforcer l'influence royale sur la région orientale vis-à-vis des appétits territoriaux de la France. Sur la pression de son entourage familial (ses cinq jeunes demi-frères et demi-sœurs dont il avait la charge depuis la mort de leur père Louis en 1891), Orts ne devait plus retourner au Siam. Il évoquera Rolin-Jaequemyns en ces termes : "Il me communiqua son culte du Droit, m'apprit la méthode dans le travail, me donna le goût de la clarté dans l'exposé et de la précision. L'apprentissage que je fis à ses côtés de la politique internationale développa l'intérêt que je n'ai cessé d'y porter. [...] "Je lui en ai gardé une profonde reconnaissance, comme de l'accueil paternel que je reçus de lui et de Madame Rolin-Jaequemyns, l'admirable compagne de sa vie [qui] suivait avec intelligence et un intérêt passionné les travaux de son mari...".
Jusqu'à ce jour, Rolin-Jaequemyns (décédé en Belgique en 1902, des suites d'une pneumonie contractée à Bangkok) et Pierre Orts, parmi d'autres sans doute, semblent avoir laissé un inaliénable souvenir dans ce pays, à en croire les témoignages récents de sympathie de l'État thaïlandais envers leurs descendants respectifs, exprimés par une délégation thailandaise expressément venue en Belgique pour célébrer le centenaire de cette remarquable coopération.

#### L'accès à la magistrature lui est fermé (1898)
De retour à Bruxelles deux ans plus tard, fort de ses diplômes, de l'expérience acquise au Siam et du parrainage de deux éminents magistrats, Pierre Orts pose sa candidature, lors de la rentrée judiciaire de 1898, à la fonction de Substitut du Procureur du Roi. En vain. « Ayant accédé au pouvoir en 1884, le parti clérical avait inauguré le régime le plus sectaire que connut notre pays », écrira-t-il plus tard. « Quiconque avait la réputation de n’être point du même bord que les hommes au pouvoir se voyait interdire l’accès de n’importe quelle fonction publique. Mon nom suffisait à me classer parmi les réprouvés. Tout au long des trente années où ce parti régna en maître – c’est-à-dire pendant toute ma jeunesse – je fus de ces Belges qui, dans leur propre pays, connurent la condition de citoyen de seconde zone ».

#### Il embrasse alors la carrière (1898)
Dès lors, Orts se tourne vers la diplomatie et, la même année, sous l’intervention de Léopold II, « étranger aux calculs des factions » et ayant encore « son mot à dire quant au choix des diplomates », il est nommé Attaché de Légation le 3 décembre 1898.
Peu de temps plus tard, il se fiance puis se marie selon le rite protestant, à Verviers le 30 novembre 1899 avec Georgina Peltzer (1876-1963), fille de l'industriel lainier verviétois et sénateur libéral protestant, Auguste Peltzer (1831-1893). De cette union naissent 6 enfants qui sont élevés dans la confession protestante. Parmi lesquels, l'aîné, Louis Orts (1900-1985), volontaire de guerre à 16 ans en 1916, qui sera le septième Orts de père en fils à avoir fait son droit, et Frédéric Orts (1907-1983), prisonnier de guerre 1940-1945, qui épouse Marguerite Anspach (1908-2005), arrière-petite-fille de Jules Anspach, bourgmestre de Bruxelles. Pierre et Georgina auront 17 petits-enfants. Pierre, quoique baptisé catholique, adhérera à la foi de son épouse, sans toutefois la pratiquer et, c'est ainsi, qu'au crépuscule de sa vie, il demandera pour ses funérailles un office protestant.

#### Un profil de diplomate
Saisissant la chance de cette nomination et profitant des moments libres que lui offre sa charge de jeune "Attaché", il se remet aux études, mais en privé, afin de se former à la "Carrière" dont il gravira tous les échelons (en passant un à un les examens avec brio) pour un parcours d'une richesse rare par lequel, peu à peu, il deviendra la cheville ouvrière des grands moments de l'Histoire de son pays. Dans ses Mémoires, Paul Hymans (1865-1941), son ministre aux Affaires étrangères d'août 1917 à 1920, dira de lui : « C'est un homme d'une pièce, un cerveau clair, incapable d'une faiblesse et que conduit impérieusement le sens du devoir et du bien public ».
Orts œuvrera plus souvent à l'ombre des grands que dans la lumière des hémicycles tonitruants. En effet, s'il était d'opinion libérale et, hostile au cléricalisme, il n'était nullement homme de parti et, à ce titre, son nom ne figura jamais sur une liste électorale. Fonctionnaire voué au Service public, « homme de Cabinet », comme il avait coutume de se désigner, il s'avérera également un homme de contact parlant couramment l'anglais et l'allemand, pourvu de capacités hors pair d'analyse et de synthèse, et surtout, il sera un redoutable négociateur, doté d'un don inné de convaincre (seule qualité qu'il se reconnaissait). C'est ainsi qu'il affectionnait la quiétude du cabinet ministériel, entouré des archives coloniales et des Affaires étrangères, des livres d'histoire et d'un fonds très complet de cartes géographiques. C'est dans cette atmosphère, propice à la réflexion et soutenu par une documentation inépuisable, qu'il préparait la stratégie du lendemain devant conduire les débats vers la prise des grandes décisions. Doté d'une solide culture gréco-latine, empreint des écrits d'Émile Banning (haut fonctionnaire et historien liégeois bien connu) et féru d'histoire où il puisait souvent son inspiration, il n'hésitait cependant pas à consulter des experts dans les domaines qui lui étaient étrangers, pour fixer son choix, en 1914-1918, sur tel type d'hydravion et telle mitrailleuse destinés à la campagne africaine de la Belgique.
C'est pour ses éminentes qualités de négociateur que le roi et la plupart de ses ministres de tutelle, tels Jules Renkin, Charles de Broqueville et Paul Hymans, prirent l'habitude d'inviter Orts à participer directement aux débats autour des tables de négociations internationales et à y exposer ses vues sur la situation du moment ainsi que sur la position à adopter par la Belgique. Il le fit toujours avec une élégante simplicité, dûment documenté, illustrant ses exposés de cartes et schémas clairs qui avaient la vertu de convaincre mais aussi de clouer le bec à toute manœuvre dilatoire. Hymans dira encore de lui à propos de sa participation en 1919 à la Conférence de la Paix à Paris: "Je fus aidé et stimulé par M. Pierre Orts, dont l'esprit synthétique, systématique et implacablement logique poussait à des solutions catégoriques. [...] Il dominait [au sein de la délégation belge] par l'ampleur de sa vision, le ressort moral, un don puissant de synthèse et de construction. Son labeur fut immense".

#### À Paris (1900-1905)
– 1899-1905 : Passant avec brio les deux examens diplomatiques d’admission au grade de Secrétaire de Légation de 2e classe (1899), puis de 1re classe (1903), Orts est désigné entre-temps (janvier 1900) pour la Légation de Belgique à Paris (1900-1905). Dans "Souvenirs de ma Carrière" (1947, document inédit), il évoque cette époque en ces termes: "La politique [étrangère] de la Belgique consistait à n’en pas avoir. Ses représentants auprès des Puissances étrangères tenaient pour règle élémentaire de s’abstenir de tout avis personnel sur les événements du moment".

#### Le crépuscule de l'État Indépendant du Congo (1905-1908)
Février 1905 : Il est mis à la disposition du Roi (Léopold II) qui le nomme Chef de Cabinet du Département de l’Intérieur de l’État indépendant du Congo (1905-1908). À ce titre, Pierre Orts se retrouve d'emblée au cœur de la polémique sur les excès lamentables commis au Congo par l'administration léopoldienne. Il en dira notamment ceci : "Compte tenu des exagérations calculées en vue de soulever l’indignation du gros public – la légende des « mains coupées » fut forgée de toutes pièces pour les besoins de la polémique, 
Les abus n’en étaient pas moins patents et inexcusables. L’enquête menée en 1905 par la Commission présidée par l’Avocat général à la Cour de Cassation de Belgique, Edmond Janssens, tourna contre l’État indépendant qui l’avait lui-même instaurée." Ce qui devait conduire la Belgique à annexer le Congo en été 1908. Avant même ce tournant historique, dès qu'il en eut l'opportunité, Orts s'employa avec ses collègues du Département à redresser la situation intérieure lamentable de la colonie.

#### Les débuts précaires du Congo belge (1908-1913)
Selon les termes de la Charte coloniale promulguée en octobre 1908, le ministre des Affaires étrangères a dans ses attributions les relations de la Belgique avec les Puissances étrangères au sujet de la Colonie. Pour avoir été durant trois années "Chef de Cabinet de l’Intérieur de l’État indépendant du Congo", Orts se trouva, au moment de l’annexion, être le seul parmi les agents diplomatiques qui fut au fait des problèmes africains. C'est ainsi qu'il fut détaché par le ministère des Affaires étrangères auprès du ministre des Colonies, Jules Renkin, comme Agent de liaison entre les deux Départements. De fil en aiguille, il devint le bras droit du remarquable ministre Renkin qui devait assumer cette charge de 1908 à 1918! Celui-ci chargea Orts de toutes les affaires diplomatiques, faisant de lui "une sorte de ministre des Affaires étrangères du Congo" sous son autorité. Alors que tout devait séparer le catholique Renkin du Libéral Orts, opposés dès l’enfance par l’éducation familiale et l’école, Renkin associa Orts "intimement à ses travaux"•.
Le "Congo belge" était à peine né que les grandes Puissances coloniales voisines (l'Allemagne, l'Angleterre, la France), profitant du discrédit de la Belgique, récemment éclaboussée sur la scène internationale, cherchèrent, dès 1909, à grignoter çà et là des portions de territoire de la jeune colonie, encore en pleine réorganisation; leur stratégie consistait à pénétrer militairement sur le territoire congolais afin d'y créer une situation de fait. Orts devait réagir aussitôt, en dépit des atermoiements d'un entourage politique (hormis le ministre) soucieux de ménager les grandes Puissances. Aussi, faisant preuve d'une grande clairvoyance et d'un patriotisme à toute épreuve, Renkin lui donna carte blanche, ainsi d'ailleurs qu'il s'en remettra maintes fois à lui tout au long des neuf années que dura leur inébranlable collaboration.
– Février 1910 : Orts est nommé Secrétaire de la Commission pour la Fixation des Frontières belge, allemande et britannique dans la Région des Grands Lacs africains. À ce titre, avec la plus grande fermeté, il contrecarra avec succès, chacune des prétentions de l'Allemagne et de l'Angleterre sur les zones frontalières du Congo belge. Sur le terrain, dès 1909, il avait diligenté la Force publique dirigée par le commandant Frederick Olsen (officier danois qui s'était enrôlé dans la Force publique) pour repousser l'incursion d'un détachement britannique venu de l'Ouganda. Mais, face à l'inébranlable Olsen qui les avait défié de devoir « lui passer sur le corps pour entrer au Congo », les intrus se replièrent derrière la frontière, sans tirer un seul coup de feu ! Sur proposition expresse d'Orts, on télégraphia à Olsen que le Roi lui conférait la Commanderie de l’Etoile africaine, le premier des ordres coloniaux belges. Ensuite, Olsen devait très vite monter au grade de colonel et, à l'issue de la victorieuse Campagne d'Afrique de l'Est, il prit sa retraite avec le grade de général et sa brillante conduite sur la frontière orientale lui valut de se voir conférer la nationalité belge pour services éminents rendus à l’État.
Sur le plan diplomatique, au sein de la Commission réunie à Bruxelles du 8 février au 14 mai 1910, Pierre Orts amena les émissaires anglais et allemands à reconnaître les frontières existantes, à quelques détails près, telles qu'elles perdurent encore aujourd'hui, à savoir selon le principe des limites naturelles (lacs, cours d'eau, crêtes de partage des eaux Congo-Nil), plutôt que de se calquer sur le 30e méridien, cher aux Anglais. En ce sens, Orts obtint de ceux-ci que le Congo dispose de la rive ouest du Lac Albert (alors totalement anglais) et que les Allemands renoncent à l'île Idjwi sur le Lac Kivu. L'accord fut ainsi conclu. Si les Allemands devaient repartir de Bruxelles avec une « raideur » toute prussienne, entre les Anglais et les Belges, par contre, ayant eu tout le loisir durant ces trois mois de négociations de se découvrir des affinités, la glace fut rompue après quelques séances. Des liens d'amitié et d'estime mutuelle se nouèrent et amenèrent finalement Orts à recevoir la délégation anglaise à dîner chez lui. « Ils purent se rendre compte du milieu et de ce que les gens auxquels ils avaient affaire n’avaient rien du négrier. Les relations personnelles ainsi nouées influèrent heureusement sur la suite des rapports officiels des deux gouvernements » (allusion à la guerre toute proche) devait noter Pierre Orts qui ajoutera que ces longues tractations avaient été sa « première expérience du métier de diplomate ».
– Septembre 1911 : Il est promu au grade de Conseiller de Légation.

#### La Guerre 1914-1918 et la campagne d'Afrique de l'Est de la Force publique
– Juillet-août 1914 : Pierre Orts, qui était parti en vacances à la mi-juillet 1914 en Alsace (qui, rappelons-le, appartenait alors à l'Allemagne), à un moment où la tension internationale consécutive à l'assassinat de Sarajevo était retombée, faillit se laisser surprendre par la guerre lorsque, vers la fin juillet, revenant par le col du Donon, d'une randonnée de plusieurs jours en forêt, il tomba, dans une auberge de Schirmeck (Bas-Rhin), sur un numéro du très officieux Strassbürger Post qui reproduisait en première page la réponse serbe à un ultimatum autrichien dont il n'avait pas eu connaissance. Il entrevit immédiatement le déroulement possible des événements: l'étendue du conflit, la Belgique envahie tandis que les hostilités pouvaient s’étendre à l’Afrique. Il y avait urgence à "mettre le Congo en état de défense, prévoir toutes les éventualités, sans exclure celle où les communications viendraient à être rompues entre la Métropole et la Colonie" écrira-t-il. Le 28, il était de retour à Bruxelles. En 5 jours, le Congo fut "paré": "des fonds furent mis à la disposition du gouverneur général, le ravitaillement organisé par des navires venant de New York, les troupes alertées, les autorités coloniales avisées de la position à observer par la Colonie vis-à-vis des belligérants." notera-t-il encore.
Le dimanche 2 août, sa tâche était terminée. « Ce soir-là, à 18h50 précises, relate-t-il, je sortais du ministère lorsque, sous la voûte d’entrée, je me heurtai au ministre d’Allemagne, comte von Below-Saleske. Il me connaissait. Je le saluai. Comme nous nous croisions, je fus frappé de l’étrangeté de son apparence, du teint violent de son visage, de l’égarement qui se marquait dans son regard. L’idée me traversa l’esprit que l’homme allait perpétrer un mauvais coup. Je me retournai : il gravissait en courant le perron de l’hôtel du ministre. M. von Below serrait dans sa poche l’ultimatum allemand. Quelques instants plus tard, il le remettait entre les mains du ministre belge des Affaires étrangères, M. Davignon. »
L'ultimatum allemand peut se résumer en une phrase: "L'Allemagne somme la Belgique de laisser passer ses troupes pour attaquer la France". Le roi Albert Ier réunit et préside le Conseil de la Couronne et, de concert avec ses ministres (à l'unanimité), une réponse à l'Allemagne est rédigée. La réponse belge, qui sera remise à la Légation d'Allemagne à 7h00 le matin du 3 août, "rejette les propositions de l'Allemagne, le Gouvernement étant fermement décidé à repousser, par tous les moyens en son pouvoir, toute atteinte à son droit". Dès 10h, les rues de Bruxelles étaient abondamment pavoisées.
Les Chambres furent convoquées en séance plénière pour le mardi 4 août. A 10h00, sous une ovation ininterrompue, le Roi à cheval, la Reine et les enfants royaux se rendirent au Palais de la Nation où le Souverain prononça un discours mémorable longuement applaudi en terminant par cette vibrante harangue: "Etes-vous décidés inébranlablement à maintenir intact le patrimoine sacré de nos ancêtres?" "Oui! Oui!" répondit l'assistance, debout et agitant des mouchoirs. La petite Belgique tient donc tête à la puissante Allemagne. Si le royaume doit être écrasé, ce sera dans l'honneur d'une résistance acharnée! 
Dès l'entrée en guerre, Pierre Orts devient, sous l'égide du ministre Jules Renkin secrétaire du ministère des Colonies. Sous la pression de l'offensive allemande, le 17 août, il accompagne le gouvernement dans son repli à Anvers. Peu avant, le gouvernement avait nommé Orts également Secrétaire de la commission, instituée au début de l'invasion, chargée d’enquêter sur les violations du droit des gens, commises par les armées allemandes en Belgique.
– Septembre 1914 : Cette fonction lui valut d’être témoin de certains épisodes des opérations militaires sous Anvers. Notamment à Aerschot (actuel Aarschot), le 11 septembre, depuis un poste d'observation surélevé (un moulin), il assista au combat dans la vaste plaine en contrebas et, profondément ému, il dut constater la supériorité de feu du front allemand face aux lignes de fantassins belges qui subissaient coup sur coup, tombant stoïquement sous les projectiles et reculant, inexorablement, victimes de leur armement démodé depuis longtemps.
– Octobre 1914 : Le 7 octobre, l'armée belge, usée par deux mois de campagne n'est plus en mesure de mener une contre-offensive et passe sur la rive gauche de l'Escaut. Winston Churchill, alors Premier Lord de l’Amirauté britannique, avait envoyé à Anvers le 4, mais trop tard, 2 000 fusiliers marins, puis encore 8 000. Tandis que le Gouvernement rejoint Ostende par la route, les fonctionnaires, dont Orts, s'y rendent par mer avec les archives et les codes, dans la nuit du 7 au 8, sous un clair de lune se reflétant sur les eaux du fleuve, spectacle paisible qui contrastait avec le tonnerre ininterrompu des canons aux abords d'Anvers. Le 13 octobre, Orts et ses collègues s'embarquent à Ostende pour Le Havre où, dans la jolie banlieue de Sainte-Adresse, située sur la rive droite de la rade du Havre et donnant sur la mer, le Gouvernement belge installera ses quartiers pour quatre ans. Le roi Albert et la reine Élisabeth, qui ont failli être capturés par l'ennemi, se replient sur la nouvelle ligne de front établie sur l'Yser et prennent résidence à La Panne. Comme on le sait, tandis le Roi, chef de l'Armée, passera la guerre au front, inspectant quotidiennement les lignes de défense et encourageant ses troupes, la Reine assumera les fonctions d'infirmière auprès du médecin-chirurgien Antoine Depage qui opérait les soldats blessés à l'Hôpital Océan.
Les deux campagnes d'Afrique de l'Est de la Force publique se décomposent en trois phases:

##### 1. Congo belge attaqué et blocus allemand sur lelac Tanganyika(1914-1916)
La guerre frappe le Congo belge le 15 août 1914 lorsque les troupes allemandes stationnées au nord de l'Afrique orientale allemande bombardent des villages situés au Congo belge et s'emparent de l'île d'Idjwi sur le lac Kivu. Le 22 août, sur le lac Tanganyika, le vapeur belge Alexandre Delcommune est attaqué par le navire de guerre allemand SMS Hedwig von Wissmann dans le port d'Albertville (actuel Kalemie) et forcé de s'échouer sur le rivage. À l’époque, il était le seul navire allié sur le lac qui, armé d'un canon de 76 mm et d'une mitrailleuse, constituait une menace pour les Allemands. Plus tard, il est néanmoins réparé, réarmé et rebaptisé Vengeur par les Britanniques avant de reprendre du service,.
La force navale (coloniale prussienne) de la troupe de protection de l'Afrique orientale qui est basée sur la rive orientale du lac Tanganyika, à Kigoma, soit à proximité du chemin de fer partant du port d'Ujiji vers le port de Dar es Salam sur l'Océan Indien, verrouille toute entrée possible, via le lac Tanganyika, de troupes belgo-britanniques vers le centre de l'Afrique orientale allemande.
Face à ce blocus allemand, la Force publique du Congo comprend deux brigades issues de la province orientale du Congo belge composées, au 18 avril 1916, de 719 Belges, 11 698 Congolais assistés par environ 8 000 porteurs recrutés à la hâte dans l'est de la colonie.
À peine installé à Sainte-Adresse, Orts réagit rapidement, d'autant que la colonie se trouve à des mois de bateau des ports libres alliés et le télégraphe, encore peu performant, est, à l'époque, le seul moyen de communication. Faisant la navette entre Sainte-Adresse, le Roi à La Panne et Londres, il orchestre la campagne africaine des troupes de la Force publique dans l’Est-africain allemand en concertation avec l'Angleterre (ce qui ne se fit pas sans malentendus et tiraillements) et c'est d'ailleurs à Londres qu'il fera le tour des marchands d'armement à la recherche notamment de fusils, de mitrailleuses et d'hydravions, ainsi que des munitions ad hoc, les précédentes étant depuis longtemps obsolètes, voire dangereuses pour leurs servants. C'est ainsi que les vieux fusils Albini-braendlin et M1870 Comblain tous deux à un coup et munitions de 11 mm seront remplacés, en 1916, par des fusils Mauser ou des fusils Gras selon le régiment. À l'instar de nombre de belligérants, les troupes allemandes seront attaquées à l'aide d'armes issues de leur propre pays tels les fusils Mauser et les canons de campagne Krupp!
– 1915 : Entre-temps, ne cessant d'accroître et de perfectionner sa flotte sur le lac Tanganyika, l'Allemagne dispose à partir de juin 1915, en plus du SMS Hedwig von Wissmann et du SMS Kingani, de la canonnière SMS Graf von Götzen de 1 575 tonnes et, à partir de mars 1916, du remorqueur SMS Wami.

##### 2. Belges et Britanniques unissent leurs forces sur le Lac Tanganyika (1915-1916)
Les Britanniques voulant réagir contre cette évolution acheminent jusqu’au lac Tanganyika, par mer, puis par rail et par route, deux petits croiseurs à moteur à essence, les HMS Mimi et HMS Toutou armés, chacun, d'un canon Hotchkiss à tir rapide de 47 mm et d'une mitrailleuse Maxim. Avec l'aide de deux bateaux belges, la vedette rapide Netta et la péniche Mosselback (surnommée aussi la Dix-tonne), elles capturent, le 26 décembre 1915 le remorqueur allemand SMS Kingani que les Anglais rebaptisent, après réparation et aménagement, HMS Fifi. Le 9 février 1916, le Mimi et le Fifi interceptent le SMS Hedwig von Wissman. Le deuxième tir du Fifi atteint le bateau allemand à la coque, provoquant une voie d'eau tandis que le troisième tir atteint la salle des machines et tuent sept marins. Ordre est donné d'abandonner le bateau et de le saborder. Les survivants sont capturés et amenés à Albertville.
– 1916 : En dépit de leurs pertes, les Allemands constituent toujours une réelle menace sur la navigation du lac Tanganyika où opèrent plusieurs de leurs barges armées mais surtout la canonnière Graf von Götzen. Depuis le 18 avril 1916, la Force publique est présente dans la région mais limite ses opérations à des patrouilles frontalières.

##### 3. Blocus allemand annihilé et conquête de l'Est africain allemand (juin-juillet 1916)
À la suite des approvisionnements organisés par Orts, les Belges acheminent 4 hydravions monocoques de type Short Type 827, en pièces détachées, par la mer jusque Matadi et ensuite sur 2 000 km à travers le Congo, par chemin de fer et routes, jusqu’à Mtoa (nord d'Albertville) sur le lac Tanganyika qu’ils atteignent en mai 1916. Le 10 juin 1916, l’un d’eux attaque enfin le Graf von Götzen dans le port de Kigoma et le bombarde. Le bateau est atteint par une des deux bombes de 65 livres au gaillard d'arrière mettant hors d'état sa gouverne. Le navire est ainsi neutralisé. Les canonniers allemands n’ont pu riposter car leurs pièces d’artillerie, prévues pour des cibles côtières ou navales (nous n'étions qu'au début de l'aviation), ne s’élevaient pas selon un angle suffisant pour menacer des avions (considérés par les Allemands comme inexistants en Afrique équatoriale), ce que Albert Ier et le ministre Renkin n’ignoraient pas, à la suite de l’étude de faisabilité diligentée un an auparavant par Orts auprès d'ingénieurs et de militaires compétents, car dix ans avant le vol triomphal Bruxelles-Léopoldville du pilote Edmond Thieffry pour la Sabena (1925) et la liaison Casablanca-Dakar de Jean Mermoz pour l'Aéropostale (1926), il était communément admis que jamais un avion ne pourrait voler dans l'air "brûlant" d'Afrique.
Le 28 juillet suivant, la vedette rapide Netta surprend le Graf von Götzen et le Wami (un remorqueur) face à l'embouchure de la Malagarasi. La canonnière allemande, qui n'est plus armée que par une mitrailleuse Maxim, refuse le combat et tente de s'échapper avant de se saborder à hauteur de la cale de la chaufferie. L'équipage tente de s’enfuir grâce au remorqueur mais celui-ci est coulé par la vedette belge.
Entre-temps, la Force publique reprend l’île Idjwi aux Allemands. Sa « brigade sud » commandée par le lieutenant-colonel Frédérick Olsen capture Usumbura le 6 juin; le 27, le 2e régiment de cette « brigade sud » occupe Kigoma abandonnée par ses défenseurs et, le 28, le terminal des chemins de fer allemands (Tanganjikabahn) sur le lac Tanganyika à Ujiji. Dès lors, les Belgo-Britanniques ont le contrôle total du lac, ce qui permet à leurs troupes de faire mouvement avec comme objectif, pour la Force publique, le centre administratif et maillon important des chemins de fer allemands de  Tabora. Après neuf jours de combats, la localité tombe le 19 septembre 1916. À titre anecdotique, il y a lieu d'ajouter que le drapeau belge, en guise d'hommage aux services rendus, flottera au centre de Tabora durant un demi-siècle, jusqu'au-delà de la décolonisation du protectorat du Tanganyika, moyennant cependant des pertes subies lors des batailles de Kato et de Lulanguru où d'ailleurs existe encore un cimetière militaire où reposent les soldats tombés au feu qu'Orts eut l'occasion de visiter en 1928. Les Belges remportent cette victoire sans l'aide des Britanniques empêtrés dans des problèmes logistiques dans le nord-est. Ceux-ci, par crainte d'une possible prétention des Belges sur la colonie allemande, demandent alors à ces derniers de rentrer au Congo Belge et de préserver la sécurité au Ruanda-Urundi.
Les Britanniques qui ont beaucoup de mal à neutraliser l'armée de von Lettow-Vorbeck finissent par demander l'aide de la Belgique et le renfort des troupes de la Force publique qui, sous le commandement du lieutenant-colonel Armand Huyghe, prennent Mahenge (au sud-est de la colonie allemande) le 9 octobre 1917, refoulant les dernières troupes allemandes au Mozambique. C'est ainsi que les Belges occupent et administrent 20 % de la colonie allemande (soit ~54 000 km2) jusqu'au traité de Versailles en 1919.

– 1917 : Pierre Orts est successivement nommé conseiller diplomatique du ministère des Colonies (février), envoyé extraordinaire de S.M. le Roi et ministre plénipotentiaire (août); il est mis ensuite à la disposition du ministre des Affaires Étrangères, f.f. de Secrétaire Général (août).
Orts relate dans ses "Souvenirs..." qu'à partir du début de 1917, le Roi prit l’habitude de l'appeler à La Panne, et, aussi longtemps que dura la guerre, il ne se passa guère de mois sans qu’une ou deux fois il n’y fût convoqué: "J’y étais conduit par une puissante automobile militaire. Le voyage par Fécamp, Eu, Abbeville, Montreuil, Saint-Omer prenait une dizaine d’heures. À La Panne, je descendais dans une villa dépendant de l’Hôpital Océan que dirigeait le chirurgien Antoine Depage où nous comptions, parmi les infirmières et le personnel médical et administratif, nombre de parents et d’amis. Ces voyages apportaient une diversion dans mon existence sédentaire. Rien n’était plus réconfortant que l’atmosphère dans laquelle on baignait à La Panne".
Après la démission du ministre des Affaires étrangères Charles de Broqueville en juillet 1917, comme l'écrit l'historien Robert Fénaux en 1946 : "le portefeuille des Affaires étrangères fut alors offert à différentes personnalités qui en déclinèrent l'honneur et la charge, notamment M. Van den Heuvel, ancien ministre de la Justice. On songea à un haut fonctionnaire des Affaires étrangères. Hymans préconisa la candidature de Pierre Orts" qui, à son tour, déclinera le poste, préférant le laisser à Paul Hymans qui avait été pressenti en même temps que lui. Orts s'en explique ainsi : « Le [motif] plus puissant – qui au premier mot fixa ma détermination – tenait à la conviction que dans l’état de nos mœurs publiques, seul l’homme politique a quelque chance de résister à l’usure rapide des réputations et de l’autorité personnelle qu’entraîne l’exercice du pouvoir, et cela pour la raison qu’il possède dans son parti un allié tenu par le lien de la solidarité. Investi de la fonction ministérielle, le fonctionnaire n’en reste pas moins un isolé. Il est livré sans soutien aux retours offensifs des ambitions déçues et aux intrigues de couloir. [...] Toute autre considération mise à part, j’aurais pu me décider à tâter du pouvoir si j’avais eu quelque espoir de le détenir assez longtemps pour assurer le triomphe d’idées qui me tenaient à cœur. L’événement montra qu’il eut fallu raisonnablement escompter un terme de trois ans, celui qui nous séparait de la signature du traité de paix ».

#### Septembre 1918: préparatifs de la grande offensive finale
Ce sont les 18 et 19 septembre 1918 que Pierre Orts est appelé à rencontrer le Roi à La Panne. Bientôt les audiences royales reprendront dans l’atmosphère plus paisible du Palais de Bruxelles ou à Paris. Après qu’il eut exposé au Souverain des communications émanant du Premier Ministre et du Ministre des Affaires étrangères, le Roi lui fait part de ses préoccupations à peu près en ces termes (extrait du préambule) :
« Je me trouve dans une situation délicate et j’ai été amené à prendre personnellement une grande responsabilité. Je ne crains pas les responsabilités personnelles, mais je désire m’assurer, lorsque je les assume, que je me maintiens dans la tradition constitutionnelle et dans les limites exactes des pouvoirs de la Couronne. J’ai confiance dans votre jugement et je désirerais avoir votre avis dans le cas présent. Ceci m’amène à vous mettre dans la confidence d’un secret important dont la divulgation prématurée entraînerait la perte de milliers d’existences. »
Après avoir assuré au Roi sa parfaite discrétion, Pierre Orts reçoit du souverain l'annonce de l’attaque prochaine des forces alliées contre les positions ennemies dans la zone d’Ypres. L’armée belge, qui jouera sans doute le rôle le plus important, engagera plus des trois-quarts de ses effectifs, soit 9 divisions sur 12 ainsi que toute sa cavalerie, auxquels s’adjoindront la 4e armée britannique, deux divisions françaises ainsi qu’une nombreuse artillerie et un corps de cavalerie accompagnant ces dernières. Le Roi ajoute, qu’à la demande du Maréchal Foch, « il a accepté de prendre personnellement le commandement de l’ensemble des forces alliées engagées dans l’affaire ». Il ajoute : « J’ai dû prendre cette grave décision sans consulter mon gouvernement puisqu’il était évidemment impossible de mettre le conseil des ministres au courant d’un secret de cette importance. Pensez-vous que je pouvais agir ainsi ? ». […] Le Souverain précise sa pensée en évoquant les pertes inévitables qui découleront d’une telle entreprise qui n’aurait pas été « préalablement autorisé par le Cabinet ».
Orts lui répond que la constitution donne formellement au Roi le commandement des forces de terre et de mer et qu’on n’imagine pas, en cas de guerre, alors que la loi martiale s'est substituée aux lois du temps de paix, que les actes du Roi doivent être consignés par un ministre. La nécessité du secret militaire autant que l'urgence des décisions découlant de l'évolution des combats rendent difficile, et même impossible, dans certains cas, la consultation de ministres qui n'ont pas de compétence en la matière. Et Orts rassure le Souverain : « Le mandat général conféré par la constitution, implique que l’initiative des décisions militaires successives qu’entraîne l’exercice du commandement, lui appartient. La pratique de ces quatre années de guerre l’a confirmé : depuis le 4 août 1914 le Roi a assumé la direction effective des opérations ». Et de rappeler au Souverain qu’il n’a pas soumis préalablement au Conseil les décisions militaires qui ont conduit son armée à livrer bataille devant Liège, sur la Gette, à deux reprises sous Anvers et finalement sur la ligne de l’Yser.
Le Roi lui fait alors remarquer que dans le cas actuel, il y a un fait nouveau : il a le commandement de forces étrangères. Orts lui rappelle que le Roi  a déjà commandé des forces étrangères dans les derniers jours d’Anvers et durant la bataille de l’Yser. Et, à son tour, il pose une question : « Est-ce en vertu d’une décision formelle, qui sera donc un jour rendue publique, que le Roi commande cette fois les forces alliées ? ». Le Roi répond par l’affirmative et Orts reconnaît qu’il s’agit en effet d’un fait nouveau, mais il ajoute que du point de vue politique, la décision du Roi lui paraît conforme à l’intérêt du pays : « Le gouvernement le comprendra et il approuvera le Roi, le peuple certainement aussi ».
Dernière question posée par le Roi : « Je me demande si par égard pour le Chef de Cabinet, je ne devrais pas mettre au moins ce dernier au courant ». Orts pense que si, mais lui demande la permission d’y réfléchir. Le Roi ajoute que le Maréchal Foch a mis à sa disposition pour l’assister le Général Degoutte, un des stratèges les plus illustres et qui a toute la confiance des armées alliées, ce qui, selon Orts, devrait dégager la responsabilité exclusive du Roi et faire taire les critiques. Le lendemain 19, de tôt matin, le Roi demande à Orts s’il avait réfléchi à la question posée la veille. Il lui répond qu’il serait convenable d'informer le Chef du gouvernement, mais au dernier moment, en ne prévoyant une communication au Conseil des ministres que lorsque les premiers objectifs de la bataille auront été atteints, tout en invitant le Conseil à se réunir immédiatement.
Le Roi approuve ces suggestions et décide d’appeler le Chef du gouvernement Cooreman trois jours avant le déclenchement de l’offensive.
L'offensive tant attendue est déclenchée le matin du 28 septembre 1918 à 5 h 30, dans un déluge de feu par un temps exécrable, juste après que le Roi a rédigé de sa main l'appel aux soldats. L'enthousiasme des troupes est immense. Les Belges s'élancent en tête de la bataille pour libérer leur sol natal. Dès le 9 octobre, soit après 11 jours de combats, Albert Ier, en peu de mots, relate ainsi à son ministre Paul Hymans le succès de l'offensive belge :
"La crise touche à sa fin. L'offensive s'est produite au moment opportun. Elle a renouvelé notre prestige; elle marque le début de la libération du pays. Nos soldats, nos officiers ont été magnifiques. La résistance allemande a été très forte; nos pertes sont élevées: 600 officiers et 12 000 hommes. Les Belges se sont battus avec furie. J'ai vu, sur le champ de bataille, des cadavres entrelacés d'Allemands et de Belges, le couteau au poing".
L'offensive débouchera quelques jours plus tard sur l'écrasante victoire des Alliés sur un ennemi depuis longtemps affaibli, lassé et désorganisé.

#### L'Armistice (11 novembre 1918)
Dès le 6 octobre 1918, l'Autriche et l'Allemagne proclament qu'ils demandent l'armistice et la paix et ce, immédiatement. L'ennemi est pressé de les obtenir tant qu'il occupe encore des territoires belges et français et détient toujours des prisonniers, afin qu'ils puissent, croit-il, s'en servir comme monnaie d'échange dans les futures négociations de paix ! Les Alliés, qui ne sont pas dupes, refusent tant que les dernières parcelles de territoire occupé ne sont pas libérées. Ils posent également comme conditions : une capitulation totale et le retour des prisonniers. Les Belges y ajoutent également, de la part de l'Allemagne, des "garanties d'indemnisation des dommages causés en Belgique". Dès bien avant le début de l'offensive finale, Hymans, son bras droit Orts et le reste de son équipe ont travaillé durant des jours à rédiger ces conditions d'armistice ainsi qu'une liste de revendications destinée à être produite lors de la future Conférence de la Paix.
Comme on le sait, ces conditions finalement acceptées et exécutées par l'ennemi, l'armistice ne sera signée que le 11 novembre avec cessation du feu sur tous les fronts, soit 36 jours plus tard que la proposition allemande. Le gros des troupes allemandes évacue la Belgique, sur autorisation du gouvernement néerlandais, en passant par le Limbourg néerlandais, par là même où l'armée allemande avaient pris à revers une partie de l'armée belge en août 1914... Les Pays-Bas n'en informent le gouvernement belge qu'une fois le fait accompli! Guillaume II, basé sur les hauteurs de Spa avec, entre autres, l'État major autrichien, en profite pour fuir et se réfugier aux Pays-Bas (où il décédera en 1941), pays qui lui accorde royalement l'asile ainsi qu'à tous les traîtres belges en déroute, dont le fameux activiste flamand germanophile Auguste Borms. Éludant ainsi tout procès et protégé par les Pays-Bas, aucun ne sera livré, ni sanctionné.
– Décembre 1918 : Pierre Orts est nommé Secrétaire Général (d'abord ad intérim) du Ministère des Affaires étrangères présidé par Paul Hymans.
A suivre (ajoutes prévues en août 2012):
- Les revendications de la Belgique;
- L'entrevue Clemenceau - Hymans - Orts... (Paris, novembre 1918);
- L'entrevue Wilson - Hymans - Orts (Paris, décembre 1918).

#### Participation à la Conférence de la paix de Paris (1919)
– 18 janvier 1919 - août 1919 : nommé Plénipotentiaire belge à la Conférence de la paix de Paris (1919) pour la Révision des Traités de 1839. À ce titre, Orts devint l'un des adjoints les plus proches de Paul Hymans, Chef de la Délégation belge, notamment dans les négociations et la prise des grandes décisions; selon Hymans: "M. Orts, mon collaborateur immédiat et le plus intime [...] était tantôt à Bruxelles, dirigeant le Département pendant mon absence, tantôt auprès de moi à Paris. Dans le contact de ce robuste cerveau, je trouvai du réconfort, un stimulant, une source d'inspiration." 
La Belgique, en dépit de sa conduite héroïque tout au long de la guerre, de ses campagnes victorieuses en Afrique (Kamerun allemand et Est-africain allemand) et des sacrifices consentis, fut d'emblée, dès l'ouverture de la Conférence, reléguée par les Quatre Grands (Grande-Bretagne, France, Italie, États-Unis) dans la catégorie des "États à intérêts limités" l'excluant de facto des principaux débats, notamment ceux concernant les dommages de guerre et les compensations territoriales! C'était plus que ne pouvaient en supporter Hymans et Orts. Albert Ier, soucieux de l'état de délabrement du pays et de la précarité de sa population meurtrie après quatre années d'occupation et de privations, se rendit en avril à Paris pour intervenir personnellement auprès des Alliés. Hymans et Orts le rejoignirent à son hôtel pour le préparer à affronter l'intransigeant Clemenceau qui ne céda finalement que sur les dommages de guerre, ce qui valut à la Belgique d'être mis soudain en tête de liste des pays à bénéficier de dommages de guerre. À ce sujet, Orts écrira à propos d'Hymans: "Il révéla en cette circonstance une fermeté de caractère que ses adversaires lui ont parfois déniée. C’est à lui – à lui seul – que l’on dut la priorité belge sur les réparations imposées à l’Allemagne et la remise de nos dettes vis-à-vis des Alliés". Et ces dommages furent effectivement versés par l'Allemagne vaincue, ce qui ne fut pas le cas de toutes les nations touchées par la guerre.
Il fallut dépenser une énergie colossale pour que la Belgique puisse se faire entendre sur les autres sujets qui la tenait à cœur: la révision des Traités de 1839 avec les Pays-Bas, les compensations territoriales et redressement de frontières, particulièrement au Congo. C'est ainsi que, dans les coulisses de la Conférence, par le traité Orts-Milner (qui sera signé en codicille au Traité de Versailles, en août 1919), au bout de 3 semaines de pourparlers, Orts obtient pour la Belgique, de la Grande-Bretagne pour son effort de guerre en Afrique, le mandat du Ruanda (actuel Rwanda) et de l’Urundi (actuel Burundi) ainsi que d’importants avantages économiques, notamment la franchise douanière sur les marchandises transitant entre Dar-es-Salaam et Kigoma et de facilités dans les communications (par route, rail et air) pour sa colonie avec l’Océan Indien. Le Traité de Versailles est signé le 28 juin 1919. Un mois plus tard, Orts est nommé Président du Comité diplomatique.
A suivre (ajoutes prévues en août 2012):
- Orts expose devant la Commission des Dix les revendications de la Belgique (Paris, 1919);
- Les négociations Orts-Milner (Paris, 1919).

#### Déchargé de ses fonctions à sa demande (1920)
– Fin 1919 : déçu par les résultats de l’illustre Traité, notamment à la suite du refus des Quatre Grands de réviser les Traités de 1839 dans le but de prémunir la Belgique d’une nouvelle invasion allemande par les Pays-Bas (un refus qu'Orts considère comme un échec personnel), pressentant aussi que les conditions déraisonnables du Traité ne pouvaient que susciter une profonde rancœur du côté allemand et, par là même, devenir le germe d'un nouveau conflit, sa santé s'en trouva gravement ébranlée. Durant plusieurs mois, il perdra même temporairement la vue.
N'entrevoyant plus en quoi il pouvait encore se rendre utile dans un Gouvernement, toujours aussi dépourvu de politique étrangère, qui s'était replongé dans les querelles partisanes au détriment des intérêts suprêmes de la nation, il sollicite alors auprès du Roi d’être déchargé de ses fonctions, requête que le Souverain, qui avait si souvent sollicité ses conseils de 1917 à 1919 (près de trente audiences royales privées), lui accordera, à contre cœur, douze mois plus tard, en décembre 1920. Non sans avoir tenté plusieurs fois de le retenir. Alors qu'Orts venait de tomber malade et avait dû s'aliter, le Souverain écrivit à son épouse en ces termes (extrait): "Dernièrement, au cours d’un long entretien, j’ai fait tous mes efforts pour le décider à rester au Ministère des Affaires étrangères, mais combien plus efficaces seraient mes efforts si vous consentiez à y joindre les vôtres. J’ai la conviction profonde que la collaboration de votre mari à l’action du Gouvernement est absolument indispensable. Il possède une science complète de nos affaires diplomatiques, il apporte dans son travail un sens éclairé des réalités, une continuité de vues, une ferveur patriotique, une probité qui ne pourraient se trouver au même degré chez aucun autre" (lettre datée de Laeken, 21 décembre 1919).

#### Le Roi Albert
Il sied d'insérer ici le portrait d'Albert Ier, ponctué d'anecdotes, qu'en fit Pierre Orts dans ses "Souvenirs", sous le titre "Le Roi Albert", alors qu'à l'occasion du centenaire de la Grande Guerre, on célèbre la mémoire de ce souverain hors normes :
[...] L’accueil du Souverain [à La Panne] était toujours empreint d’une parfaite simplicité et d’une extrême bienveillance. Lorsque le sujet qui m’avait amené se trouvait épuisé, il se plaisait à poursuivre la conversation s’exprimant, à son habitude, sans précaution sur les hommes et sur les événements.
Les sujets sur lesquels il revenait le plus souvent étaient les prérogatives constitutionnelles de la Couronne et la façon de les exercer selon la tradition de la Monarchie belge; le devoir du Souverain de se rendre compte du courant des idées dans toutes les régions de l’opinion publique d’où la nécessité de faciliter le contact entre lui et le simple citoyen; les moyens propres à développer parmi la jeunesse des classes dites dirigeantes un intérêt plus constant pour les affaires publiques; les qualités et les défauts du soldat belge.
Ces conversations prenaient souvent un tour familier. Il paraissait oublier qu’il était le Roi et moi, de mon côté, que je parlais au Roi. J’évitais cependant d’afficher en sa présence un excès d’aisance. Je déclinais l’offre d’un de ces cigares de fabrication suisse ou italienne, minces et traversés par une paille, qu’il avait coutume de fumer. À la fin d’une audience à Bruxelles, il lui arriva de dire : « Nous reprendrons cette conversation : pour ne pas encore vous déranger j’irai chez vous ». J’ai regretté d’avoir éludé la proposition, c’eut été un joli souvenir.
En me séparant de lui, je ne manquais jamais de rétablir les distances, observant sans y apporter trop d’ostentation le protocole de Cour qui veut qu’en prenant congé du Souverain on se retire tout en lui faisant face. Cette façon d’agir devait le convaincre de ce que la familiarité dont il témoignait n’induirait pas son interlocuteur à user à son égard d’une liberté déplacée.
À La Panne – « un bout de sol dans l’infini du monde » – le Roi, la Reine, leur suite et la maison militaire occupaient un groupe de villas sises sur la dune, face à la mer, à l’extrémité de l’agglomération, entourées de fils barbelés, sans autre défense apparente. Cette résidence royale a été souvent décrite. C’était tantôt dans l’une, tantôt dans l’autre de ces villas que j’étais reçu.
Lorsque la conversation se prolongeait, le Roi proposait de la poursuivre en marchant. Un soir, tout en causant, il m’entraîna hors de l’enclos et, la nuit étant tombée, nous continuâmes d’aller et venir dans un chemin écarté, sablonneux, bordé de haies touffues. Nous étions seuls, sans service de protection. Tout à la conversation, le Roi paraissait oublier que nous nous trouvions à deux pas de l’ennemi. Dans la pénombre nous croisions des soldats isolés, se promenant désœuvrés. Arrivés à deux pas et reconnaissant le Souverain, précipitamment ils se mettaient en position tandis que, distraitement, le Chef leur rendait le salut. Si l’ennemi ou des malintentionnés l’avaient voulu, rien n’eut été plus facile que d’enlever le Roi des Belges au milieu de son armée, ou d’attenter à sa vie.
Je fus une fois convoqué à l’occasion de la visite que devait faire le lendemain au front belge Clemenceau. Le Roi désirait être au courant de l’état actuel des questions d’intérêt commun aux deux pays. Après le départ du ministre français, il me fit revenir; avec le rire silencieux que Fenimore Cooper prête à Bas-de-Cuir et qui était chez lui le signe de la bonne humeur, le Roi me fit le récit de leur randonnée. « C’est un vieil homme obstiné, dit-il, mais il n’a pas froid aux yeux. Il a voulu visiter le secteur de Nieuport en ce moment le plus animé et il n’a rien trouvé de mieux que d’arrêter notre cortège sur la route à la hauteur du Bois Triangulaire. Je lui fis observer que nous étions exposés aux vues de l’ennemi, il fit semblant de ne pas m’entendre. Nous n’étions pas là de cinq minutes que les obus nous encadraient. Il continuait à disserter avec une animation croissante. Il fallut user d’un prétexte pour le déterminer à gagner un endroit plus tranquille ». Le Tigre avait voulu faire preuve de crânerie et se rendre compte jusqu’à quel point était méritée la réputation de calme bravoure de son hôte.
C’est dans l’un de ces entretiens de La Panne, qu’irrité par quelque médisance colportée à son adresse, le Roi parla de la retraite d’Anvers. « Nous l’avons faite, dit-il, ma femme et moi, avec l’arrière-garde » et tout à son indignation d’ajouter : « Où sont les chefs d’Etat qui ont fait la guerre de cette façon? ». Dans l’intimité, il disait « ma femme » et parlant de ses fils, « mes gamins ».
Il lui arrivait de tenir des propos désabusés. Il ne se rendait pas compte de l’immense popularité dont il jouissait en Belgique occupée et il n’a certainement pas prévu la dévotion dont devaient entourer sa mémoire ceux qui combattirent sous ses ordres. Dans un accès de pessimisme, il en vint un jour à parler des convulsions politiques et sociales qui marqueraient l’après-guerre : le régime serait en péril, les services rendus méconnus, la position de la Couronne difficile. En présence de cette crise de découragement, je ne sus que dire; péniblement impressionné, je me surpris à murmurer : « Et pendant ce temps, en Belgique, des hommes et des femmes tombent sous le feu de peloton au cri de Vive le Roi! ». Interdit, il me lança un regard de coin et changea de conversation.
L’existence qu’il menait depuis quatre ans, continuellement au grand air, visitant les cantonnements et les positions par quelque temps qu’il fît, lui avait donné un aspect physique d’athlète. Le mouvement avait contrarié chez lui la tendance à s’alourdir. Un soir d’été, je fus reçu sous la véranda de l’une des villas royales; la silhouette du Roi se détachait sur l’horizon de la mer où baignait le soleil couchant. Le teint bronzé, svelte, robuste, très droit dans un uniforme bien coupé – manifestement sorti des mains d’un tailleur anglais – il me parut superbe. Si bien que lorsque se tournant vers moi il articula le « Hein ? » par lequel il avait coutume de provoquer les avis, il me surprit en pleine distraction. Je dus le prier de se répéter.
On l’a dit obsédé par l’appréhension d’une déchéance physique prématurée. De là cette préoccupation de se maintenir en forme qui, finalement, le conduisit au rocher de Marche-les-Dames. D’allure pesante lorsqu’il paraissait en public, son maintien avait l’aisance de celui du sportif lorsqu’il ne se croyait pas observé. A l’approche de la cinquantaine il avait gardé la souplesse d’un homme de vingt ans : étendu de son long sur une carte géographique déployée à même le parquet, on l’a vu se rétablir sur ses pieds d’un mouvement des reins. Moi-même je le vis un jour parcourant une galerie du Palais de Bruxelles d’une course légère qui s’acheva en une longue glissade sur le marbre ciré. Lui connaissant ces aptitudes physiques on s’étonnait de le savoir aussi médiocre cavalier.
Ses discours officiels, invariablement substantiels, jamais empreints de la banalité ordinaire de ce genre d’éloquence, écrits dans une langue qui, à la lecture, se révélait impeccable, étaient prononcés avec cet accent redoutable qui répandait la gêne parmi l’auditoire. Dans l’intimité, l’accent s’atténuait et il s’exprimait avec une facilité confinant à la volubilité.
Par ses divers traits, il donnait l’impression d’une nature dont les élans auraient été comprimés par une éducation trop rigide.
« Le Roi-Chevalier » ! Celui qui, le premier, en forme d’hommage, accola ce vocable au nom d’Albert Ier se rendit coupable d’un véritable attentat à sa personnalité. Puisse la postérité ne point le retenir; ce serait à désespérer de la vérité historique. Chevalier, le mot n’évoque-t-il pas un aimable mélange de panache, de folle bravoure, de soumission à des servitudes morales périmées, voire de frivolité ? Et il était tout le contraire de cela.
L’un de ses biographes, en insistant sur son « sérieux » a résumé en un mot la somme des dons que ce roi mit au service de la fonction royale : la conscience, le sentiment du devoir, la réflexion, la prudence, le sens des possibilités, la patience.
Ces détails paraîtront indifférents à qui écrira la grande Histoire. Ils feront revivre chez ceux qui l’ont approchée une figure dont déjà la légende s’est emparée.
Les témoignages d’estime que m’a donnés le Roi Albert sont l’honneur de ma carrière. Je lui étais profondément attaché. Sa perte prématurée fut l’un des deuils dont fut semée mon existence. [...]

#### Activités internationales hors-cadre du Service public (1921-1946)
En congé illimité du Service public belge, Pierre Orts sera autorisé à porter à vie le titre de son grade: celui d'Envoyé extraordinaire de S.M. le Roi et Ministre plénipotentiaire. Dès lors, très recherché par les conseils d'administration d’entreprises et le monde associatif pour ses qualités de fin juriste et d'habile négociateur, il entrera dans les affaires non sans continuer à œuvrer, comme on le verra, pour l'amélioration des conditions de vie et de santé des populations colonisées (Croix-Rouge du Congo, Commission Permanente des Mandats de la SDN) et pour contribuer aux efforts de paix dans le monde (SDN et ONU) jusqu'au-delà de la Seconde Guerre mondiale.
– 1921-1940 : Il est élu à Genève Membre de la Commission Permanente des Mandats de la Société des Nations. En fait, il est nommé le 22 février 1921 par la toute jeune Commission pour y représenter la Belgique (et non le Gouvernement belge) et il sera réélu, mandat sur mandat, durant 20 ans, devenant ainsi en 1940 le seul membre dont la nomination remontât à l’époque de sa création. Ses membres y siégeaient à titre personnel, non point revêtus de la qualité de représentants de leurs gouvernements respectifs, ni à leur service, ni rémunérés par ceux-ci. Mais la pratique s’écartait partiellement de la règle : si les membres de la Commission étaient nommés par le Conseil, le choix de ce dernier se portait invariablement sur le candidat présenté par son gouvernement.
La Commission des Mandats, organe de la SDN issue du traité de Versailles, avait pour tâche de contrôler la bonne application de l’administration des territoires placés sous les mandats de la Grande-Bretagne, de la France et de la Belgique. La Commission tenait deux cessions ordinaires, au printemps et en automne, chacune d’une durée de quinze jours à trois semaines. Elle eut trois sessions extraordinaires dont l'une à Rome. C'est ainsi que de 1921 à 1940, Orts siégea au total à Genève l’équivalent de près de deux années et demie. En 1936, la Commission l'élira président.
– 1928 et 1933 : Orts est chargé de missions d'inspection en Afrique de l'Est et au Congo Belge pour le compte de la Commission Permanente des Mandats. À l’issue de son premier voyage, il dénonce publiquement, en présence du Roi, les excès commis par le colonisateur au Congo, notamment à propos du recrutement à outrance de la main d’œuvre africaine et des conditions de travail inacceptables qui sont non sans rappeler les errements de l'époque léopoldienne. Dépourvu d'un quelconque mandat officiel belge, il obtient néanmoins du Souverain l’envoi d’une commission d’enquête qui portera ses fruits dans une série de domaines touchant à l’amélioration sensible des conditions de vie et de travail des Africains dans les colonies belges. Il continuera dans celles-ci à y exercer sa vigilance comme mandataire de la SDN, mais aussi au travers de ses fonctions (voir plus loin) de président de la Croix-Rouge du Congo (1926-1957) et de président du Crédit foncier africain (1932-1950).
– 1934 : Au décès d’Albert Ier, Pierre Orts est nommé par le roi Léopold III ambassadeur extraordinaire à Berne (Suisse), pour une mission de quelques jours.
– 1929-1940 : Il est nommé Professeur ordinaire de l’Université libre de Bruxelles (1929-1940): il y dispensera deux cours, l’un sur le Régime économique du Congo belge, l’autre sur les Problèmes actuels de Politique internationale.
– 1936-1940 : Orts est élu président de la Commission permanente des Mandats et, à ce titre, il assumera également la charge de Représentant de la Commission devant le Conseil de la Société des Nations.
– Janvier - juin 1945 : Nommé le 13 janvier par le Régent (Charles de Belgique) Haut Commissaire à la Défense de la Population Civile pour le Luxembourg (la province belge), mission au cours de laquelle, basé à Arlon, il organisera avec diligence les secours à la population civile durement touchée durant la Bataille des Ardennes (décembre 1944-janvier 1945) et planifiera la reconstruction de la province, tâche qu'il mènera bien au-delà du 30 juin, date officielle de la fin de son mandat.

#### Ses dernières activités sur la scène internationale (à 73 et 78 ans)
– Novembre 1945 - février 1946 : À 73 ans, Pierre Orts participe aux premiers travaux de l'ONU en qualité de Membre de la Délégation belge à la Commission Préparatoire de l’Organisation des Nations unies (Londres) et, peu après, encore comme Membre de la Délégation belge à la Première Assemblée Générale de l’Organisation des Nations Unies (Londres) où le ministre belge Paul-Henri Spaak assumait la présidence de l'Assemblée. Ces deux cessions de l'ONU, espacées d'une vingtaine de jours, ont totalisé 6 semaines de travaux.
A suivre (ajoutes prévues en août 2012):
- Contenu de l'exposé que fit Pierre Orts sur le Ruanda-Urundi à l'Assemblée de l'ONU (Londres, janvier 1946).
– 1950 : Orts effectue sa dernière mission au Congo belge (à 78 ans) en qualité de Président du Crédit Foncier Africain.

### Quelques autres activités
- 1903 : secrétaire du Commissariat Général du Gouvernement à l’Exposition de Liège.
- 1925 : Fonde la Croix-Rouge du Congo qu'il présidera jusque 1957[48].
- 1945 - 1950 : président du Club alpin belge ;
- 1932 - 1950 : président du Crédit Foncier Africain.
- 1957 : Inaugure, un an avant sa mort, le Centre Paul Hymans à Bruxelles qui deviendra par la suite, le Centre Jean Gol.
- 1921-1958 : De ses activités dans les domaines des affaires et du monde associatif, peu d'archives subsistent dans ses papiers car les documents concernant les administrateurs sont, en toute logique, conservés au siège même de ces sociétés où ils exercèrent leurs activités : un travail d'investigation en perspective pour d'éventuels historiens en herbe! Des quelques témoignages verbaux et écrits retrouvés dans la presse et les bulletins périodiques des entreprises belges, le nom de Pierre Orts n'y a laissé que des louanges d'assiduité et d'efficacité. Le conseil d'administration d'une des associations sans but lucratif dont il fut président du conseil, lui rend l'hommage posthume en ces termes : « Depuis douze ans [de 1946 jusqu'à sa mort], il n'a cessé de lui [l'a.s.b.l.] consacrer le meilleur de son temps. Jamais depuis que l'Association a repris la publication de la Revue, il n'a manqué d'assister à une seule des réunions du Conseil. Toujours, il a su trouver la solution aux difficultés qui se sont, de temps à autre, présentées. L'évolution des choses a prouvé que ses propositions, adoptées à l'unanimité, étaient spécialement opportunes. » (1958). C'est ainsi qu'il se consacra à l'Union Chrétienne des Jeunes Gens (YMCA) en faisant partie de son Conseil financier.

Pierre Orts est décédé dans sa 86e année, le 12 juin 1958, en sa propriété de Tintange (Ardenne, Belgique). Son épouse lui survivra cinq ans. Tous deux reposent sous l'ombrage d'une futaie de vieux hêtres à Tintange. Le 19 juin 1958, un service religieux à sa mémoire est célébré en l'Église protestante de Bruxelles, communauté bruxelloise dont il était membre. Selon les dernières volontés du défunt, cet office fut accompagné du Requiem de Mozart.

## Distinctions
- Commandeur de l'ordre de Léopold en 1919 (Belgique).
- Grand officier de l'ordre de l'Étoile africaine (Congo belge).